# Тюркски каганат
Тюркският (тюркутският или гьоктюркският) хаганат е тюркско племенно обединение възникнало във Вътрешна Азия (северна Монголия) към средата на VI век. В разцвета си обхваща Централна Азия, Монголия и северен Китай (провинции Кси-Ян и Манджурия). Основан е през 552 г. от гьоктюрките начело с Бумън хан от рода Ашина.

## Образуване
В началото на VI век на политическата сцена на Централна Азия се появява една нова и внушителна сила – тюрките. От средата на V век до средата на VI век гьоктюрките предприемат серия военни походи срещу конкурентните конфедерации на жоужан и на тиелъ. Тези войни сплотяват тюркските народи и привличат под знамената им нови племена, които получават равни права в конфедерацията. Към 520 г. тюрките вече разполагат с внушителна армия предвождана от Бумън хан и започват серия походи на изток, запад и юг.

## Експанзия
Тюркската експанзия на юг и на запад е облагодетелствана от политическите ситуации в тези райони. На юг, Китайската империя и нейните съперници са отслабени от многобройните и продължителни военни конфликти и вътрешни борби за власт. На запад, Хефталитите в Централна Азия са изтощени от серията войни със Сасанидска Персия, която на свой ред е омаломощена вследствие непрестанните войни с Източната Римска Империя (Византия). В тази обстановка Бумън побеждава жоужан, тиелъ и огузите и през 552 г. се обявява за ил-каган (цар на царете), но скоро след това неочаквано умира.

## Организация
До каква степен тюрките упражнявали контрол върху градските центрове в империята и какви са били точните им взаимоотношния с уседналите народи не е съвсем ясно. Някои източници подсказват, че градовете трявбало да плащат данъци и репарации на тюркските кагани, да приемат тюркски гарнизони и заселници и да оказват административна и финансова помощ на тюрките. В замяна, тюрките не се месели във вътрешните им дела и защитавали керваните по регионалните и международните търговски пътища. Вследствие настъпва разцвет на търговията по древния път на коприната.

## Разпадане
След смъртта на Бумин каган управлението на хаганата преминава в ръцете на сина му Мукан (упр. 553 – 572 г.) и брат му Истеми (упр. 552 – 575 г.). Първият приема титлата каган и поема управлението на същинската, източната част на империята, където са традиционните територии на тюрките, а вторият става управител на новозавладените земи в Централна Азия и носи титлата ябгу.
След смъртта им Тюркския хаганат изпада в първата си сериозна криза. Различията и съперничеството между източното и западното крило на империята стават непреодолими и около 580 г. довеждат до окончателното и разделяне на две части. В тази форма империята на гьоктюрките просъществува до 745 г., когато се разпада окончателно и Източнотюрския хаганат. Западнотюрският хаганат престава да съществува 5 години по-рано.
В началото на VII век прабългарите населяват териториите северно от Кавказ, които се намират в зоната на влияние на Западнотюркския хаганат. През 632 г. използвайки междуособните борби за власт в хаганата, прабългарите водени от Кубрат от рода Дуло, успяват да извоюват своята независимост, създавайки Стара Велика България – племенна конфедерация на прабългарските племена.